# Lebeckia mucronata
Lebeckia mucronata är en ärtväxtart som beskrevs av George Bentham. Lebeckia mucronata ingår i släktet Lebeckia och familjen ärtväxter. Inga underarter finns listade i Catalogue of Life.